# Loutí
Loutí je vesnice, část obce Rabyně v okrese Benešov. Nachází se asi 2,5 km na jihovýchod od Rabyně. V roce 2009 zde bylo evidováno 136 adres. Loutí leží v katastrálním území Rabyně o výměře 9,59 km². Nedaleko Loutí se také nachází malá chatová kolonie Stromeč.

## Historie
První písemná zmínka o vesnici pochází z roku 1381.
Za druhé světové války se ves stala součástí vojenského cvičiště Zbraní SS Benešov a její obyvatelé se museli 15. září 1942 vystěhovat.

## Galerie

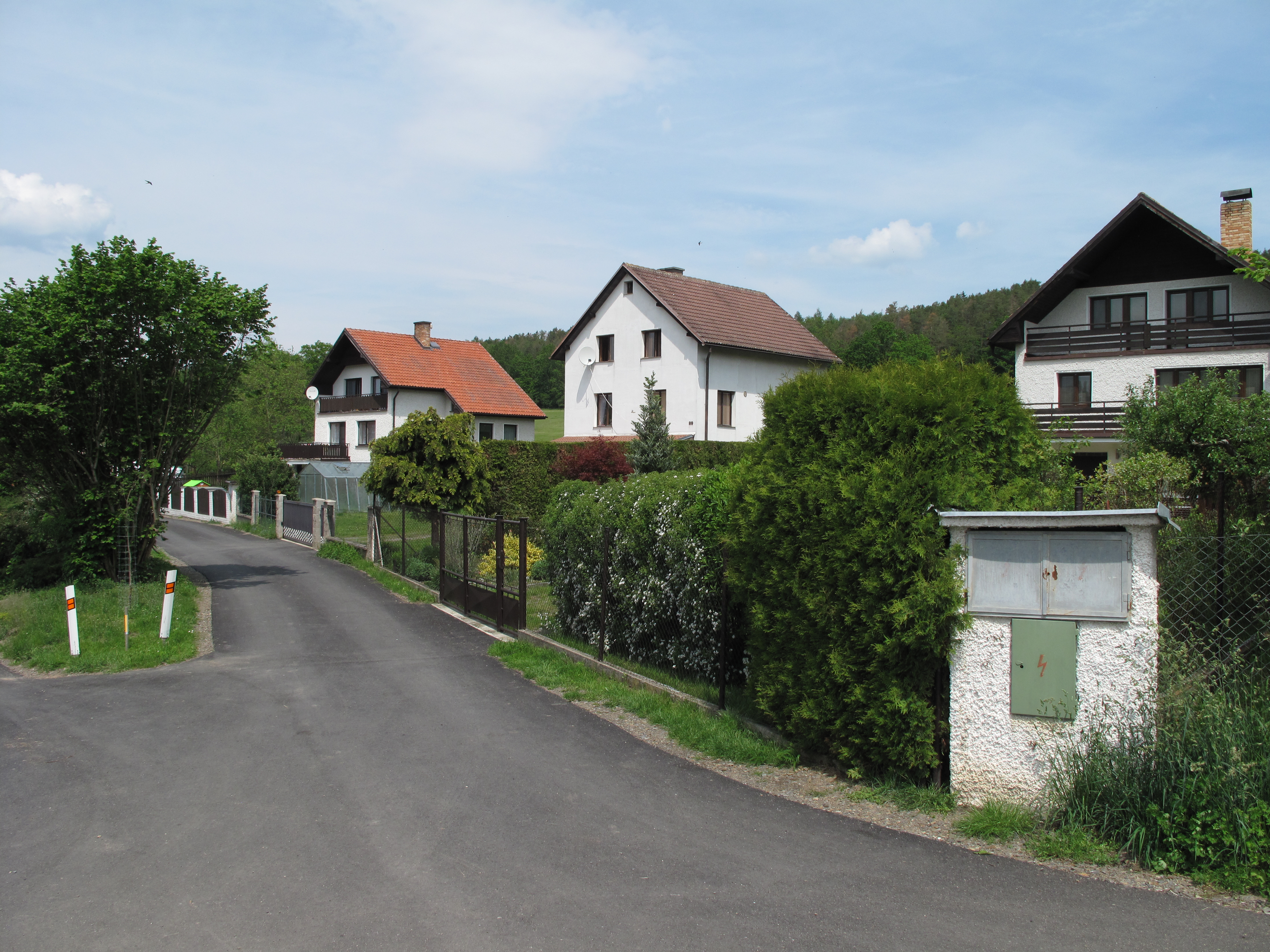
Domy
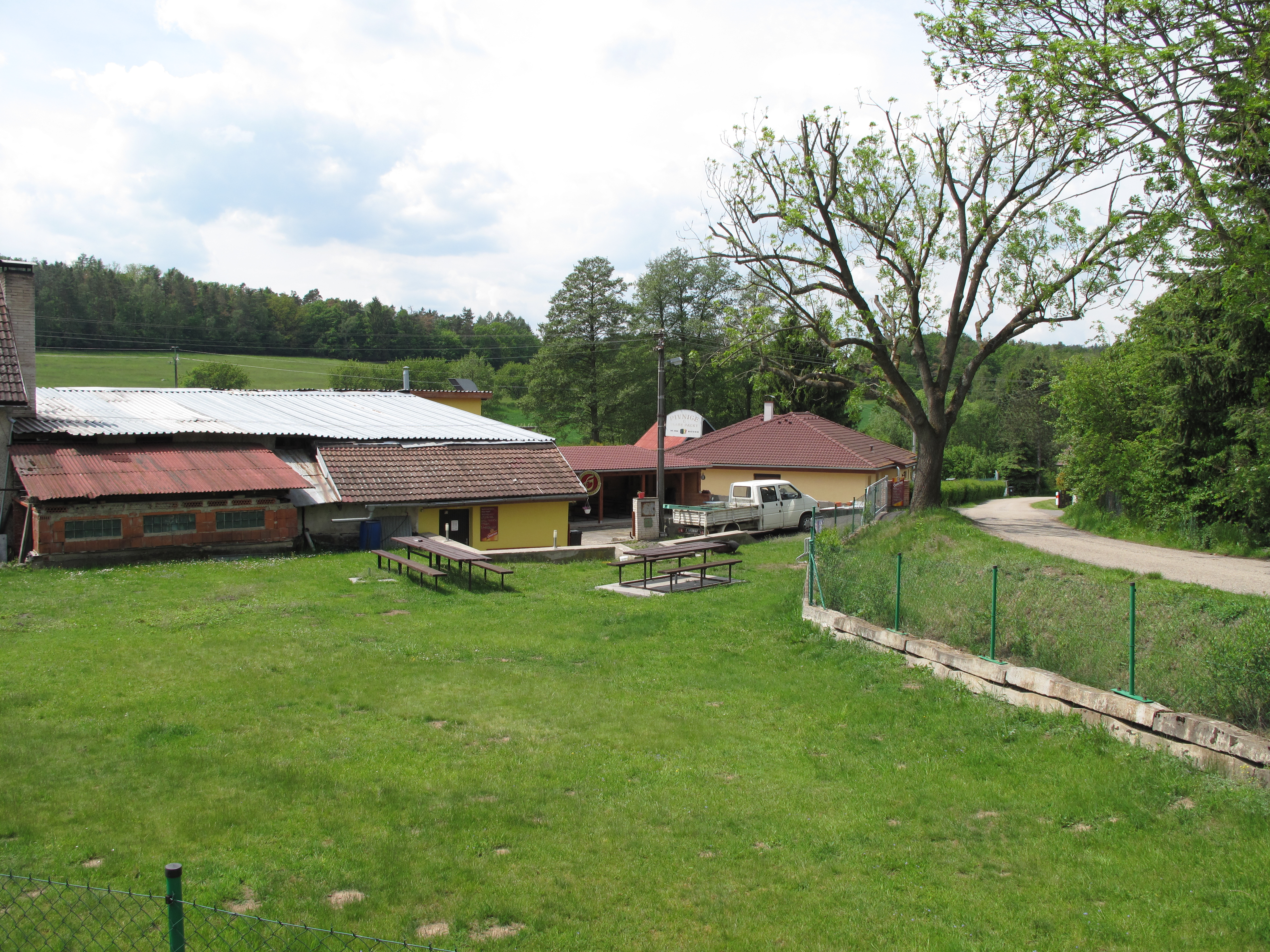
Hospoda
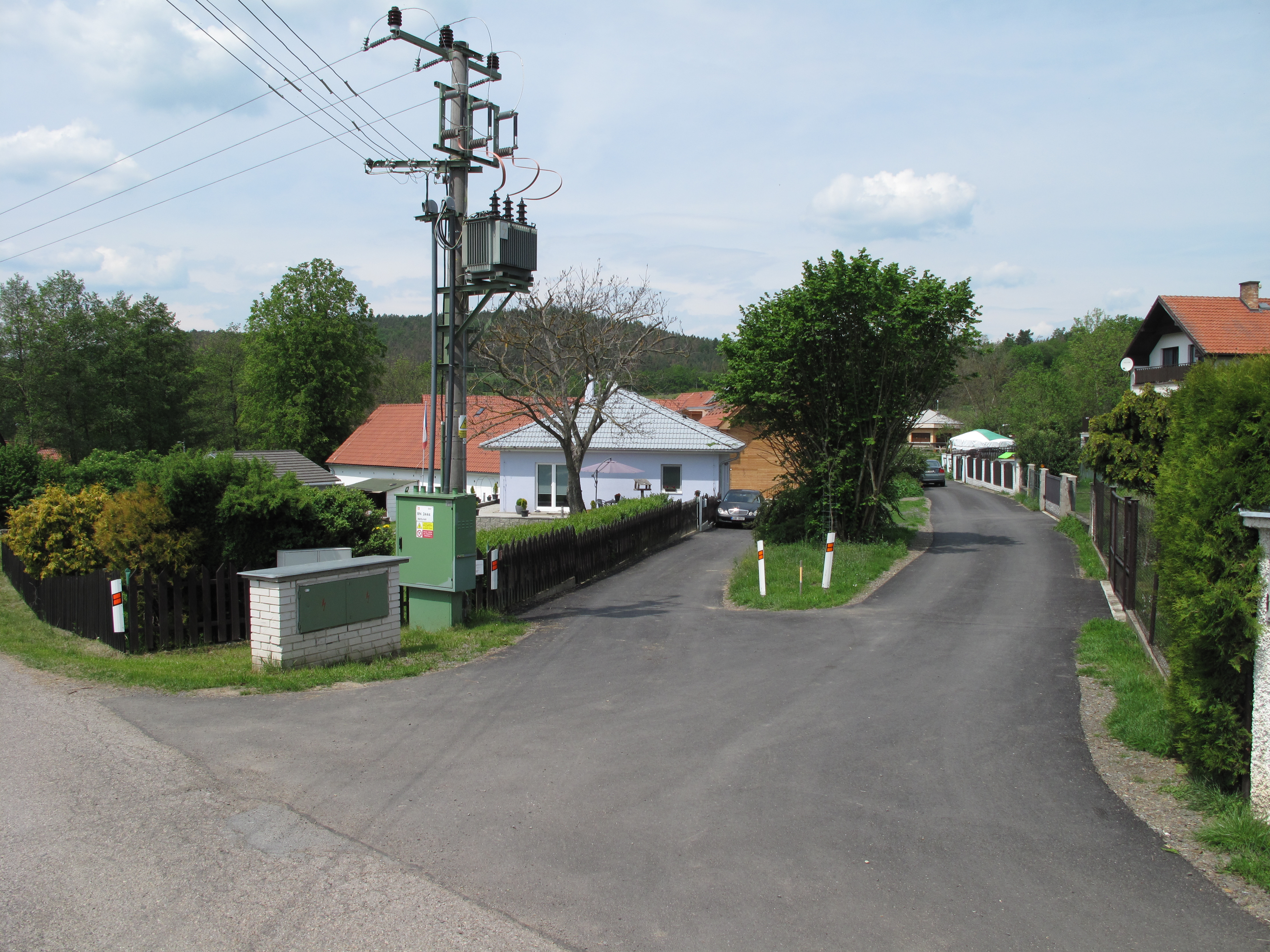
Rozcestí